# Patti (Italia)
Patti es un municipio italiano de 13.320 habitantes de la provincia de Mesina. Está en la costa occidental de la isla de Sicilia y dista 76 kilómetros de la capital provincial.
Está conectada con el resto de Sicilia por tren, a través de la estación de ferrocarril Patti-San Piero Patti, ubicada en la línea férrea Mesina-Palermo, y la autopista A20 Palermo-Mesina. Aún es conocida por las ruinas de Tíndaris, famosa por su antiguo teatro de origen griego y la Villa Romana.

Ubicación de la ciudad de Patti dentro de la provincia de Mesina.

## Evolución demográfica
| Gráfica de evolución demográfica de Patti entre 1861 y 2001 |
|                                                             |
| Fuente ISTAT - Elaboración gráfica por parte de Wikipedia   |

## Historia
En el territorio de este municipio se encuentra la antigua Tíndaris, una colonia de Lacedemonia que tuvo un comercio muy floreciente; el magnífico templo de Mercurio en esta última ciudad fue despojado por Verres. Para la época de Plinio el Viejo (23-79), el mar se había tragado gran parte de la costa, y después de la fundación de Patti, Tíndaris quedó prácticamente abandonada; allí sólo queda la iglesia de Santa María del Tíndaro, con un monasterio franciscano.
La ciudad actual toma su nombre del que le dieron sus habitantes después de trasladarse allí, después de un terremoto que destruyó Tíndaris, forzándoles a encontrar otro lugar en el que asentarse. Este nuevo sitio se llamó Epì Akten (en griego ‘en la costa’), del que deriva, contraído, el nombre «Patti».
La ciudad fue reconstruida por el conde Roger, después de que los sarracenos fueran expulsados de Mesina (1058). La ciudad fue fundada por el rey normando Roger II de Sicilia en 1094. Fue destruida por Federico de Aragón alrededor del año 1300, debido a su vinculación con la casa de Anjou; reconstruida en el siglo XVI, fue saqueada por los turcos otomanos.

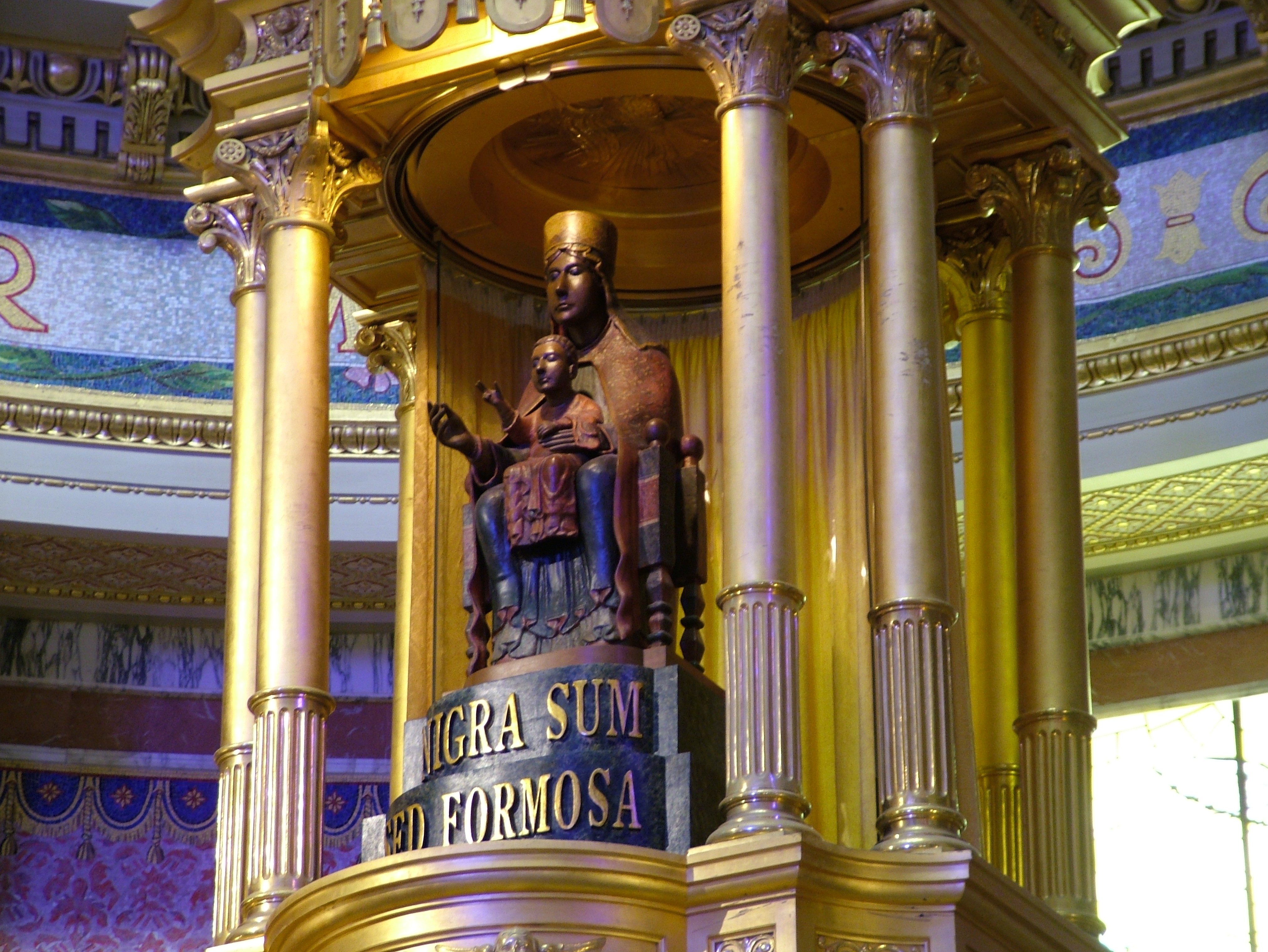
La Virgen Negra del Santuario de la Madonna di Tindari. En la base puede leerse una frase del Cantar de los cantares, «Nigra sum sed formosa» (‘soy negra pero hermosa’).

## Personas de Patti
- Adelasia (1074-1118), condesa de Monferrato, reina de Jerusalén y de Sicilia, tercera esposa de Roger I de Sicilia y madre de Roger II.
- Gio Matteo Natoli.
- Nicoló Gatto (f. 1831), obispo de Patti.
- Luigi Nátoli (1799-1875), arzobispo de Mesina.
- Beniamino Joppolo (1906-1963), dramaturgo y artista antifascista.
- Michele Sindona (1920-1986), banquero y mafioso involucrado en el escándalo financiero de la Santa Sede, asesinado en prisión por la mafia.
- Lisi Nátoli (1941-2004), director, escritor y dramaturgo.
- Salvatore Nátoli (1942-), filósofo.
- Antonio Calabró (1950-), periodista económico y ensayista.
- Gilda Buttà (1959-), pianista de renombre internacional.
- Michelangelo Rampulla (1962-), exfutbolista, portero de la Juventus.
- Antonio Cairoli (1985-), piloto de motocross y campeón del mundo.